# Bancroft (månekrater)
Bancroft er et lille, skålformet nedslagskrater på Månen. Det befinder sig på Månens forside og er opkaldt efter den amerikanske fysiske kemiker Wilder D. Bancroft (1867-1953).
Navnet blev officielt tildelt af den Internationale Astronomiske Union (IAU) i 1976. 
Bancroftkrateret hed tidligere "Archimedes A", før det fik nyt navn af IAU.

## Omgivelser
Bancroftkrateret befinder sig sydvest for Archimedeskrateret i Mare Imbrium. En bred, lav forsænkning løber fra kraterranden mod sydøst til Montes Archimedes. Der er nogle kløfter i randen af maret mod vest og sydvest for krateret.

## Måneatlas
- Billeder af Bancroftkrateret i LPI-måneatlasset